# Гикет (тиран Леонтин)
Гикет (др.-греч. Ἱκέτας; казнён в 338 году до н. э.) — древнегреческий политический деятель и военачальник, тиран города Леонтины на Сицилии. Был гражданином Сиракуз и другом Диона. После гибели последнего в 353 году до н. э. на время приютил его сестру и жену, но позже, по данным Плутарха, организовал их убийство. При неизвестных обстоятельствах получил власть над Леонтинами до 347 года до н. э. Когда Дионисий Младший вернулся к власти в Сиракузах, Гикет возглавил противостоящих Дионисию сицилийцев, рассчитывая занять его место. Он заключил союз с карфагенянами против Дионисия и смог занять Сиракузы (за исключением островной цитадели), но его планы разрушил стратег Тимолеонт, прибывший в 344 году до н. э. из Коринфа с войсками. Гикет понёс ряд поражений от коринфян, в 338 году до н. э. был схвачен собственными солдатами и выдан врагу. По приказу Тимолеонта тирана казнили, а позже сиракузяне приговорили к смерти жену и дочерей Гикета.

## Биография

### Ранние годы

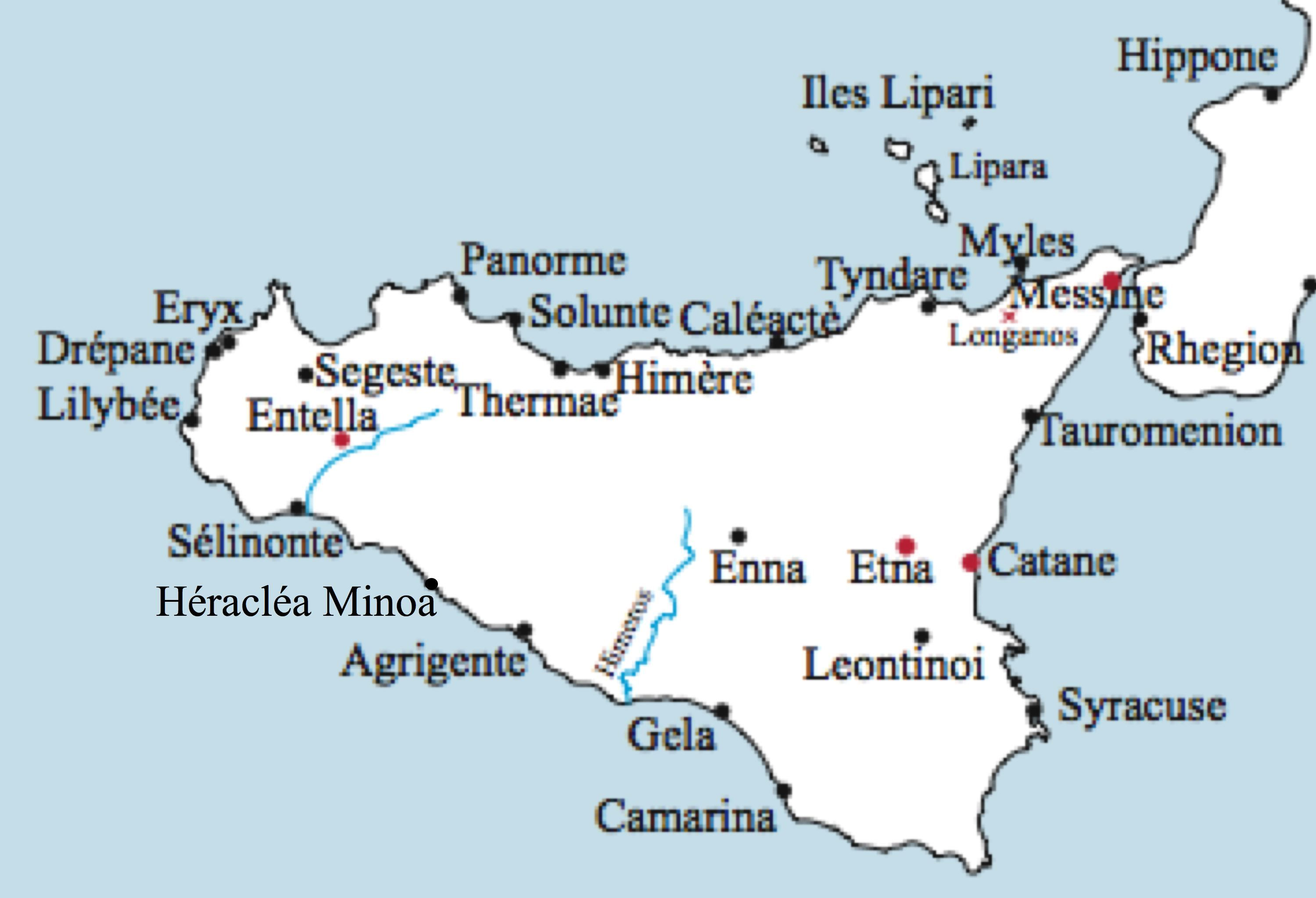
Карта городов Сицилии периода Античности

Гикет был гражданином Сиракуз. По данным Плутарха, он дружил с Дионом — родственником тиранов Дионисия Старшего и Дионисия Младшего, свергнувшим последнего и на время захватившим власть над Сиракузами. В 354 году до н. э., после убийства Диона, Гикет приютил членов его семьи — жену Арету с сыном и сестру Аристомаху. Вначале он обходился с гостями, по словам Плутарха, «прекрасно, с искренним расположением и сочувствием»; однако позже, склонившись на уговоры врагов Диона, Гикет посадил обеих женщин на корабль под предлогом отправки в безопасное место в Пелопоннесе, а экипажу приказал убить пассажиров и выбросить их тела за борт.

### Война с Дионисием Младшим
В следующий раз Гикет появляется в сохранившихся источниках в связи с событиями 347 года до н. э. К тому моменту он уже был тираном в Леонтинах — ещё одном греческом полисе Восточной Сицилии, к северо-западу от Сиракуз, заселённом наёмниками Дионисия Старшего. Гикет смог получить власть благодаря смуте, охватившей остров после гибели Диона, однако неизвестно, как именно это произошло. Существует даже мнение, что Гикет был не тираном, а только одним из наиболее авторитетных и влиятельных политиков Леонтин. Когда Дионисий Младший, свергнутый девятью годами ранее, завоевал тиранию с помощью наёмной армии, сиракузские аристократы обратились к Гикету за помощью и покровительством — как пишет Плутарх, «не потому, что он был лучше других тиранов, но потому, что иного выхода они не видели». Гикет взял на себя командование противниками Дионисия; по-видимому, предполагалось, что после победы он будет править Сиракузами подобно Диону — как законопослушный лидер аристократической республики. Плутарх сообщает, что втайне Гикет мечтал занять место Дионисия в качестве тирана, но был вынужден скрывать свои истинные цели, чтобы казаться сиракузянам освободителем.
В самом начале войны к берегам Сицилии подошёл большой флот карфагенян. Сицилийцы обратились за помощью против этого врага к Коринфу, чьи граждане некогда основали Сиракузы, а Гикет для вида поддержал эту инициативу, но сам начал переговоры с карфагенянами о союзе против Дионисия (предположительно в конце 346 — начале 345 года до н. э.). Он полагал, что коринфяне откажут сицилийцам из-за нестабильной ситуации в континентальной Элладе. Гикет боялся вмешательства коринфян, поскольку те были известны своей неприязнью к тираническому образу правления; однако сборы армии и флота в метрополии всё-таки начались, и командование в запланированной экспедиции получил стратег Тимолеонт. Это заставило Гикета активизироваться: во главе армии он подошёл к Сиракузам и осадил их, построив укреплённый лагерь на Олимпиуме. Когда осада затянулась, войско стало испытывать недостаток в провизии, и Гикету пришлось отступить к Леонтинам. Дионисий атаковал его. Солдаты Гикета нанесли врагу тяжёлые потери (погибли более трёх тысяч наёмников из армии Дионисия) и обратили его в бегство; во время преследования они ворвались в Сиракузы и заняли город. Под властью Дионисия остался лишь хорошо укреплённый остров Ортигия.
После этих событий Гикет отправил в Коринф послание, в котором сообщал, что из-за промедления коринфян был вынужден заключить союз с Карфагеном. Тиран заявил, что полное поражение Дионисия — теперь лишь дело времени, а поход Тимолеонта не имеет смысла как по этой причине, так и ввиду карфагенской опасности. Послание возымело обратный эффект, и коринфяне с ещё большим усердием продолжили подготовку к экспедиции. Тимолеонт в 344 году до н. э., когда Гикет вёл осаду войск Дионисия в Ортигии, высадился в области Тавромения и заключил союз с местным тираном Андромахом.

### Война с Тимолеонтом
Гикет, узнав о высадке Тимолеонта, призвал на помощь карфагенян. Часть населения Адранона, расположенного у подножья Этны, попросила его защитить этот город, а другая часть адранонцев обратилась с той же просьбой к коринфянам. Армии обоих военачальников выступили в направлении Адранона. Армия Гикета была атакована внезапно для неё и обратилась в бегство, потеряв около трёхсот человек убитыми и шестисот — пленными. После этого сицилийские города, прежде относившиеся к Тимолеонту с недоверием, начали переходить на его сторону.

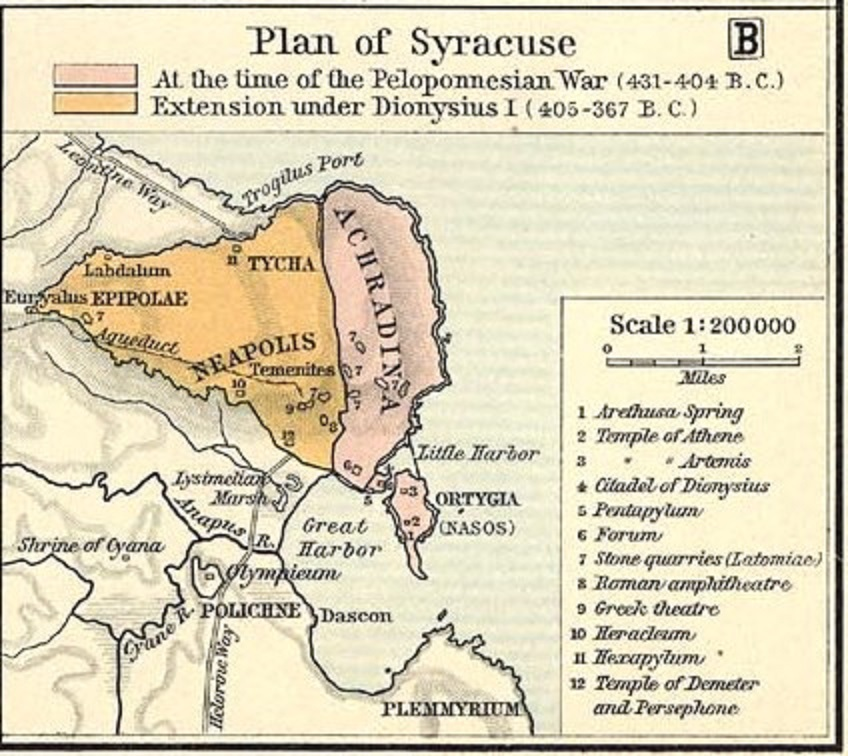
Карта-план античных Сиракуз

После победы при Адраноне Тимолеонт без промедления повёл свои войска на Сиракузы. Он достиг города до того, как к нему подошли остатки разбитой армии Гикета. В Сиракузах сложилась парадоксальная ситуация, когда город одновременно занимали три армии: Дионисий Младший находился в Ортигии, власть Гикета распространялась на Ахрадину и Неаполь, Тимолеонта — на остальную часть Сиракуз. Однако Дионисий вскоре сдался Тимолеонту. Коринфяне смогли занять Ортигию втайне от Гикета, хотя в гавани стоял его флот.
Несмотря на столь чувствительные поражения, Гикет продолжал борьбу. Он подослал к Тимолеонту двух наёмных убийц, но эта затея провалилась: убийц схватили. Тогда тиран призвал на помощь карфагенян. К Сиракузам подошёл флот в сто пятьдесят кораблей под командованием Магона, высадивший на сушу, согласно Плутарху, шестьдесят тысяч солдат. Теперь Гикет и его союзники надёжно блокировали гавань и препятствовали подвозу продовольствия. В какой-то момент они решили захватить Катанию, правитель которой Мамерк перешёл на сторону Тимолеонта. Отобрав лучших воинов, Гикет с Магоном выступили из Сиракуз, что заметили коринфяне. Военачальник осаждённых в Ортигии солдат Неон отметил отсутствие должной дисциплины в стане противника. Когда Гикет с Магоном направлялись к Катании, коринфяне совершили неожиданную для врага вылазку. Им удалось овладеть наиболее защищённой частью Сиракуз — Ахрадиной. В этой части города хранились большие запасы хлеба и казна. Когда об этом узнали Магон и Гикет, то повернули армию обратно, не только не достигнув цели похода, но и потеряв то, что имели.

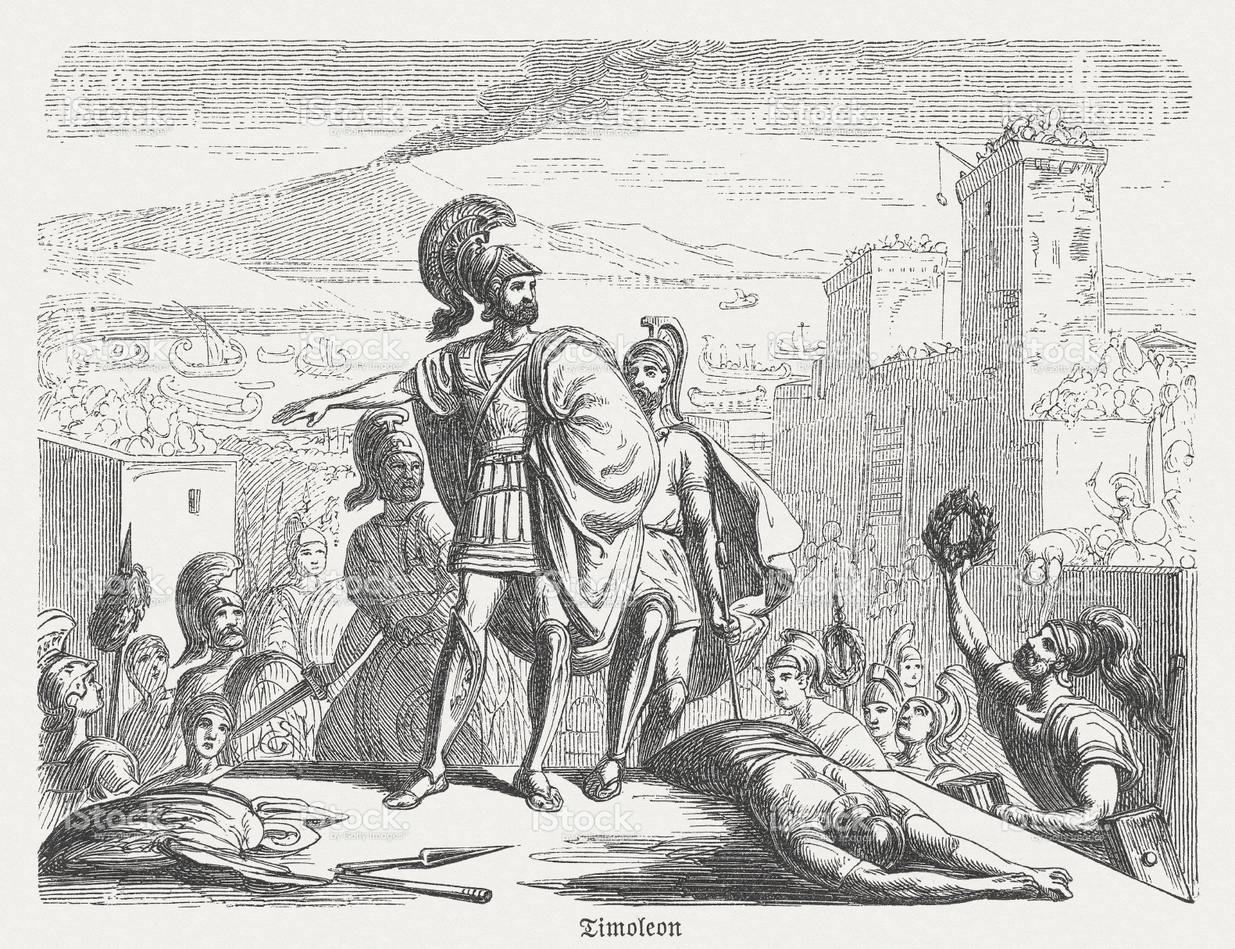
«Тимолеонт в Сиракузах, 344 год до н. э.». Гравюра 1882 года

Тимолеонт взял Мессину, получил пополнение и направился к Сиракузам. Карфагенский военачальник Магон решил увести своих солдат в Африку. Причины такого поступка до конца не ясны: Плутарх объясняет его малодушием Магона, боязнью того, что солдаты Гикета в решающий момент перейдут на сторону своих соплеменников и ударят в спину карфагенянам; немецкий антиковед Г. Берве связывает отплытие карфагенян из Сиракуз с разногласиями между Магоном и Гикетом, и со смутой, вызванной мятежом Ганнона, в самом Карфагене. Вскоре под стены Сиракуз подошёл Тимолеонт. Гикет продолжил борьбу, но был атакован с трёх разных сторон и наголову разбит. Берве считает, что Гикет отказался от вооружённого сопротивления Тимолеонту из-за его явного превосходства в силах. Он отказался от союза с карфагенянами и претензий на власть в Сиракузах, а затем со своими войсками вернулся в Леонтины, где его власти ничего не угрожало.

### Окончательное поражение и гибель
В следующем году (342 до н. э.) Тимолеонт напал на Леонтины. Его целью было не допустить объединения сицилийских тиранов между собой и с карфагенянами. Тимолеонту не удалось захватить город, и он отправился на завоевание других сицилийских полисов. Воспользовавшись моментом, Гикет напал на Сиракузы, но потерял много людей и поспешно отступил. В 339 году до н. э. тиран примирился с Тимолеонтом и даже предоставил под его начало большой корпус наёмников.
Закончив победой войну с Карфагеном, Тимолеонт решил претворить в жизнь свою давнюю мечту об устранении на Сицилии тирании. Чтобы противостоять этой угрозе, Гикет в 338 году до н. э. заключил с тираном Катании Мамерком союз и заручился поддержкой карфагенского военачальника Гисгона. Войскам этой коалиции удалось разбить под Мессиной отряд наёмников Тимолеонта и одержать несколько незначительных побед. В то время как Тимолеонт был занят осадой Калаврии, Гикет с войсками вторгся в область Сиракуз и занялся грабежом. Обратный путь Гикет выбрал мимо Калаврии, чтобы показать, со слов Плутарха, пренебрежение к Тимолеонту.
Тимолеонт дал ему пройти, а сам с частью войска направился следом. Гикет обнаружил преследование после того, как переправился через речку Дамирий. Он остановился на крутом берегу реки, чтобы дать противнику бой. Несмотря на преимущества местности, войска Гикета были разбиты, а самому тирану пришлось отступить в Леонтины. После поражения уцелевшие солдаты в армии Гикета подняли мятеж. Они захватили своего военачальника, его сына, а также командира конницы Эвфима и выдали их Тимолеонту. Гикет с сыном были казнены «как тираны и изменники». Вскоре после их гибели в Сиракузах, по решению Народного собрания, казнили жену и дочерей Гикета.

### Семья
Источники не называют имена жены и дочерей Гикета. Его сына, казнённого вместе с отцом, звали Эвполем.

## Оценки личности и деятельности
Имя Гикета фигурирует только у двух античных авторов из тех, чьи произведения сохранились. Это Плутарх (беглое упоминание в биографии Диона и довольно обстоятельный рассказ в биографии Тимолеонта) и Диодор Сицилийский. Последний излагает факты лаконично и довольно беспристрастно, но немного путается в хронологии событий. У Плутарха заметно больше подробностей. При этом он явно на стороне Тимолеонта, а Гикет у него оказывается душой сопротивления коринфскому стратегу и безусловно отрицательным персонажем — жестоким и злокозненным. Германский антиковед Томас Леншау проводит прямую параллель с Гераклидом и его ролью в плутарховой биографии Диона. По мнению исследователя, в действительности ни один из этих двух политиков не был предателем родины: оба они пытались сохранить независимость Сицилии, держа её на равном удалении от Карфагена и греческой метрополии.
Одно из преступлений Гикета, согласно Плутарху, — организация убийства Ареты, Аристомахи и маленького ребёнка, членов семьи его близкого друга. Плутарх считает казнь справедливой карой за это злодеяние. Исследователь Гельмут Берве видит здесь влияние «тираноборческого предания», которое могло заставить античных авторов исказить реальное положение вещей. По мнению Берве, если сиракузские аристократы, поддерживавшие Диона, после его гибели вручили командование Гикету, значит, они рассчитывали, что этот тиран будет править Сиракузами в том же духе — умеренно и в соответствии с законами полиса.